# Песочный (Курская область)
Песочный — хутор в Льговском районе Курской области России. Входит в состав Иванчиковского сельсовета.

## География
Хутор находится а западе центральной части Курской области, в пределах южной части Среднерусской возвышенности, в лесостепной зоне, на левом берегу реки Прут, на расстоянии примерно 9 километров (по прямой) к северо-востоку от города Льгова, административного центра района. Абсолютная высота — 158 метров над уровнем моря.

### Климат
Климат характеризуется как умеренно континентальный, с тёплым летом и умеренно холодной зимой. Среднегодовая температура воздуха — 5,7 °С. Средняя температура воздуха самого тёплого месяца (июля) — 19,4 °C (абсолютный максимум — 32 °С); самого холодного (января) — −8,1 °C (абсолютный минимум — −26 °С). Безморозный период длится около 150 дней в году. Среднегодовое количество атмосферных осадков составляет 563 мм, из которых 391 мм выпадает в период с апреля по октябрь.

### Часовой пояс
Хутор Песочный, как и вся Курская область, находится в часовой зоне МСК (московское время). Смещение применяемого времени относительно UTC составляет +3:00.

## Население
| 1959   | 2002 | 2010 |
| ------ | ---- | ---- |
| 16 473 | ↘23  | ↘9   |

### Половой состав
По данным Всероссийской переписи населения 2010 года в половой структуре населения мужчины составляли 44,4 %, женщины — соответственно 55,6 %.

### Национальный состав
Согласно результатам переписи 2002 года, в национальной структуре населения русские составляли 100 %.

## Инфраструктура
Личное подсобное хозяйство. В хуторе 22 дома.

## Транспорт
Песочный находится в 15,5 км от автодороги регионального значения 38К-017 (Курск — Льгов — Рыльск — граница с Украиной) как часть европейского маршрута E38, в 3,5 км от автодороги 38К-023 (Льгов — Конышёвка), в 17,5 км от автодороги межмуниципального значения 38Н-362 (38К-017 — Николаевка — Ширково), в 1,5 км от автодороги 38Н-437 (38К-023 — Ольшанка — Мармыжи — 38Н-362), в 3 км от ближайшего ж/д остановочного пункта 565 км (линия Навля — Льгов I).
В 152 км от аэропорта имени В. Г. Шухова (недалеко от Белгорода).